# Johan Christopher Hoppe
 Der er flere personer med dette navn, se Johan Hoppe.
Johan Christopher Hoppe (født 2. marts 1772 i København, død 23. november 1835 sammesteds) var en dansk søofficer. Han var farfar til stiftamtmændene Peter Fjeldsted Hoppe og Torkild Abraham Hoppe samt lægen Børge Anton Hoppe.
Hans forældre var højesteretsassessor, senere konferensråd Peder Hoppe (1727-1778) og Elisabeth Holst (1740-1773). Hoppe blev kadet 1784, sekondløjtnant 1789, premierløjtnant 1797, kaptajnløjtnant 1806, kaptajn 1811, blev afskediget 1815 på grund af afståelsen af Norge men genansat samme år, kommandørkaptajn 1817, kommandør 1828 og fik afsked som karakteriseret kontreadmiral 1834. 1813 blev han Ridder af Dannebrog og 1817 fik han titel af kammerherre.
1789 var han med fregatskibet Gerner til Marokko og ledsagede chefen, kaptajn Poul de Løvenørn, på ambassaderejsen til kejseren af Marokko. 1792-93 havde han orlov i ca. syv måneder for at studere i Norge, blev 1797-98 udsendt med fregatten Najaden under kommandørkaptajn Steen Bille, og deltog der om bord i den kendte træfning 15. maj mod tripolitanerne, hvorved disse blev tvunget til fred. Efter en del andre rejser ansattes han 1801 på linjeskibet Sjælland, under kaptajn Frederik Harboe, deltog med dette i slaget på Reden 2. april, men undgik at blive taget til fange derved, at han i tjeneste sendtes i land henimod slutningen af affæren. Ved krigens udbrud 1807 ansattes han først på batteriet Prøvesten, fik senere kommando over flydebatteriet nr. 7 ved Kastrup og frelste ved sin gode konduite dette batteri fra at forlise i en storm. Fra 1809 indtil fredsslutningen kommanderede Hoppe en større afdeling kanonfartøjer, som skulle beskytte farvandet fra Dragør til Ulvshaleløbet. Han havde her adskillige træfninger at bestå med engelske orlogsmænd, der søgte at bemægtige sig handelsfartøjer, og erholdt gentagne gange kongens anerkendende udtalelser for sin aktivitet og sit mod. 1818 førte Hoppe fregatten Nymfen på togt i Middelhavet og kom hjem året efter, hjembringende en del af Bertel Thorvaldsens værker. 1827 foretog han for egen regning en rejse til Island, men ses ikke at have været i aktivitet efter dette. Han døde 23. november 1835. 
Han blev gift 24. februar 1793 i Trondhjem med Johanne Magdalene Fjeldsted (døbt 15. maj 1776 i Talvig, Vest-Finmarken, død 17. juni 1832 i København), datter af amtmand, senere stiftamtmand og generalpostdirektør Torkel Jonsson Fjeldsted (1741-1796) og Anna Birgitte Wildenrath (1751-1810).
Han er begravet på Assistens Kirkegård. Der findes en miniature formentlig af Cornelius Høyer (Frederiksborgmuseet).